# Clan Kōriki

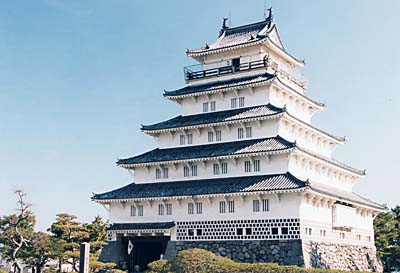
Château de Shimabara, siège du clan Kōriki en 1668.

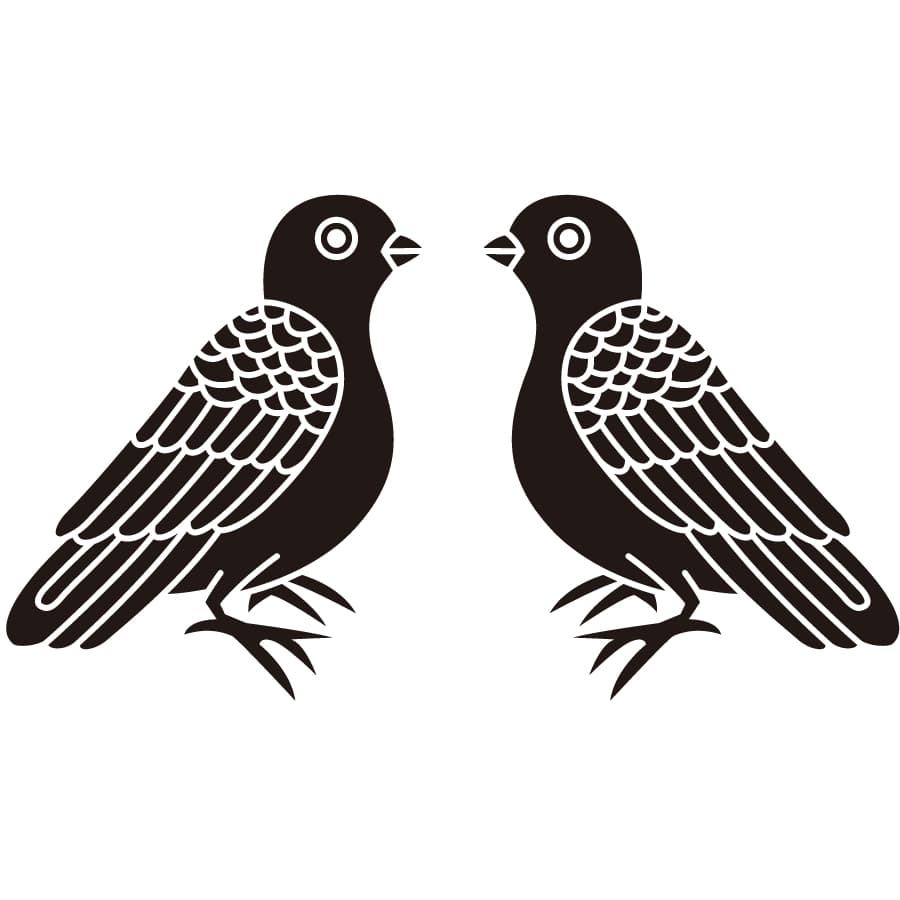
Mon de la famille Kōriki.

Le clan Kōriki (高力氏, Kōriki-shi) est un clan japonais de fudai daimyo qui acquiert brièvement de l'importance durant l'époque Sengoku et le début de la période Edo. Kōriki Kiyonaga (1530-1608) est un obligé héréditaire du clan Tokugawa qui sert Tokugawa Ieyasu comme bugyō du château de Sunpu et devient daimyō du domaine d'Iwatsuki (20 000 koku) dans la province de Musashi en 1590 après que les Tokugawa ont été transférés dans la région de Kantō par Hideyoshi Toyotomi.
Son fils Kōriki Tadafusa (1583-1655) se distingue au combat à la bataille de Sekigahara et au siège d'Osaka puis est transféré au domaine de Hamamatsu (35 000 koku) dans la province de Tōtōmi en 1619 et, plus tard, au domaine de Shimabara (4 000 koku) dans la province de Hizen. Mais son fils Takanaga Kōriki (1604-1676) est destitué pour mauvaise administration et exilé à Sendai dans la province de Mutsu en 1668. Le clan tombe ensuite dans l'oubli avec un statut de clan hatamoto d'un revenu de 3 000 koku d'abord, basé dans la province de Dewa et, plus tard, dans la province de Shimōsa à la fin de la période Edo.

## Source de la traduction
- (en) Cet article est partiellement ou en totalité issu de l’article de Wikipédia en anglais intitulé « Kōriki clan » (voir la liste des auteurs).